# Presque Isle
Presque Isle város az USA Maine államában, Aroostook megyében. 

## Népesség
A település népességének változása: